# Nyctibora humeralis
Nyctibora humeralis är en kackerlacksart som beskrevs av Carl August Dohrn 1888. Nyctibora humeralis ingår i släktet Nyctibora och familjen småkackerlackor. Inga underarter finns listade i Catalogue of Life.